# Weighted fair queueing
Il weighted fair queueing (WFQ, "accodamento equo pesato") è un algoritmo di scheduling.

## Funzionamento
WFQ è una generalizzazione del fair queuing (FQ, "accodamento equo"). Sia nel WFQ che nel FQ, ogni classe ha un rispettivo flusso di dati FIFO. Nel fair queuing, con una velocità di trasmissione {\displaystyle R} e con {\displaystyle N} flussi di dati serviti simultaneamente, ogni flusso avrà un rate di {\displaystyle R/N}.
Nel WFQ, invece, i pacchetti in arrivo vengono smistati e accodati in classi di peso differente {\displaystyle w_{i}}. Pertanto, ogni flusso in un determinato intervallo di tempo avrà una frazione di servizio di
{\displaystyle {\frac {w_{i}}{(w_{1}+w_{2}+...+w_{N})}}}
Data una banda {\displaystyle R}, ogni coda {\displaystyle i} avrà sempre un throughput di
{\displaystyle R\cdot {\frac {w_{i}}{(w_{1}+w_{2}+...+w_{N})}}}
L'algoritmo è stato proposto per la prima volta nel 1989.